# Big Nick Nicholas
Big Nick Nicholas (Lansing, 1922. augusztus 2. – Queens, 1997. október 29.) amerikai dzsesszszaxofonos, énekes.

## Pályafutása
Big Nick Nicholas az 1940-es években Sabby Lewis, J. C. Heard és Lucky Millinder zenésztársa volt. 1947-ben tagja volt Dizzy Gillespie big bandjének. Közreműködött például egy 16 ütemes szólóval Gillespie afro-cuban számának, a Mantecanak felvételén is (1947). Ebben az időszakban kezdett el dolgozni a Hot Lips Page-el is. 1955-ben Buck Clayton zenekarában játszott. Dolgozott Hank Jones és Thad Jones, Earl Hines és Tiny Bradshaw mellett is. 1951-ben Bennie Green harsonás szeptettjében játszott, és Miles Davis-szel, Eddie Lockjaw Davisszel, Billy Taylorral, Charlie Mingusszal és Art Blakey-vel lépett fel a New York-i Birdlandben.
Végül 1983-ban  kiadta első albumát saját nevével a lemezborítón. John Coltrane tiszteletére komponálta a "Big Nick" című számot.

## Albumok
- 1984: Big and Warm (India Navigation)
- 1951: Trombone by Three, (Bennie Green)
- 1952: In Paris, (Dizzy Gillespie)
- 1952: Modern Jazz Trombone Series Vol. 2, (J.J. Johnson)
- 1956: Jazz Spectacular, (Buck Clayton)
- 1956: Trombone by Three, (Bennie Green/J.J. Johnson/Kai Winding)
- 1985: Big Nick (India Navigation)
- 2001: 1946–1950, Hot Lips Page
- 2001: Manteca, (Dizzy Gillespie)
- 2002: Bebop Professor, (Dizzy Gillespie)
- 2002: Go Ahead and Blow, Bennie Green
- 2003: 1944–1950: It's Magic, (Sarah Vaughan)
- 2005: Memories of You, (Illinois Jacquet)

## Fordítás
- Ez a szócikk részben vagy egészben  a   Big Nick Nicholas című német Wikipédia-szócikk ezen változatának fordításán alapul.  Az eredeti cikk szerkesztőit annak laptörténete sorolja fel. Ez a jelzés csupán a megfogalmazás eredetét és a szerzői jogokat jelzi, nem szolgál a cikkben szereplő információk forrásmegjelöléseként.